# Oscar Bribian
Oscar Bribián (Huesca, 1979) es un escritor español.

## Biografía
Sus relatos y poesías han sido publicados en más de una treintena de revistas literarias y antologías, tanto españolas como latinoamericanas. Fundó y dirigió la extinta revista literaria Oxigen (2002-2007) y su obra narrativa ha abarcado el género negro, el terror, el realismo y la fantasía.

## Novelas y antologías
- Raazbal (Grupo Ajec, 2010).
- Mentes perversas (Mira editores, 2009).[1][2][3]

## Guiones de cómic
- En el zulo (Saco de huesos, 2012).

## Premios
- Ganador del Premio del Periódico Heraldo.es (2011)[cita requerida]
- Finalista del Premio Domingo Santos de narrativa breve (2010)[cita requerida]
- Ganador del Certamen de Creación Joven de Aragón (2010), como guionista del cómic En el zulo.[cita requerida]
- Ganador del III premio Liter de relato (2008)[cita requerida]
- Finalista del certamen I Monstruos de la Razón (2008)[cita requerida]
- 2º premio del XVII Certamen Internacional de relato Villa de Iniesta (2007)[cita requerida]
- Finalista en II Certamen Domingo García (2003)[cita requerida]
- Finalista en I Certamen Domingo García (2002)[cita requerida]

## Relatos publicados
- Comer publicado en Insomnia (Grupo Ajec, 2012)
- La leyenda de Escriche publicado en Nuevas leyendas aragonesas (Mira editores, 2011)
- Teseo y el minotauro publicado en Calabazas en el trastero: especial Zaragoza (Saco de Huesos, 2010)
- El cuervo publicado en Calabazas en el trastero: especial Poe (Saco de huesos, 2009)
- Un fusil en la hojarasca publicado en Recopilario Certamen Domingo García (Nitecuento, 2003)
- Lágrimas de sangre publicado en Recopilario Certamen Domingo García (Nitecuento, 2002)

## Participación en antologías poéticas
- Uni-versos para Somalia (Quadrivium, 2011)
- Versos sin bandera (Tusitala, 2009)

## Revistas literarias donde han aparecido algunos de sus relatos y poesías
- Habitando el olvido (Cuenca), nº15
- Tántalo (Cádiz) n.º 23, 30, 46, 47 y 49
- Luces y Sombras (Navarra), n.º 18, 19 y 20
- Nitecuento (Barcelona) nº 17 y 25
- Imán-Juventud (Zaragoza) n.º 1, 2 y 3
- Amalgama (Cádiz) n.º 15
- El hocino (Teruel) nº21
- Título (Galicia) n.º 8
- Poesía picarral 1996-2005 (Zaragoza)
- EOM-Eldígoras
- Letralia (Venezuela)
- Narrativas (Zaragoza)
- Artifex
- Valvanera
- Nuevo Mundo (NM)
- Rampa (Colombia)
- Letras Perdidas (Chile)
- La Tecla (México)
- Poesía+Letras
- El Arco de la Rosa (Cádiz)
- Revista Voces (Galicia)
- El Ebro (Aragón)
- Almiar-Margencero
- Proyecto Mizares
- Crónica Literaria (Argentina)
- Oxigen
- Valvanera
- Antropoética
- Elfos (Zaragoza)
- Espacio Luke
- NGC 3660
- Biblioteca Virtual Cervantes
- Shiboleth